# Poecilopsetta pectoralis
Poecilopsetta pectoralis är en fiskart som beskrevs av Kawai och Amaoka 2006. Poecilopsetta pectoralis ingår i släktet Poecilopsetta och familjen flundrefiskar. Inga underarter finns listade i Catalogue of Life.